# Lac Murray
Le lac Murray (en anglais : Lake Murray) est un lac de barrage de San Diego, en Californie.
Le Carouge de Californie est une espèce animale qui y est visible.